# St. Johannes (Katlenburg)

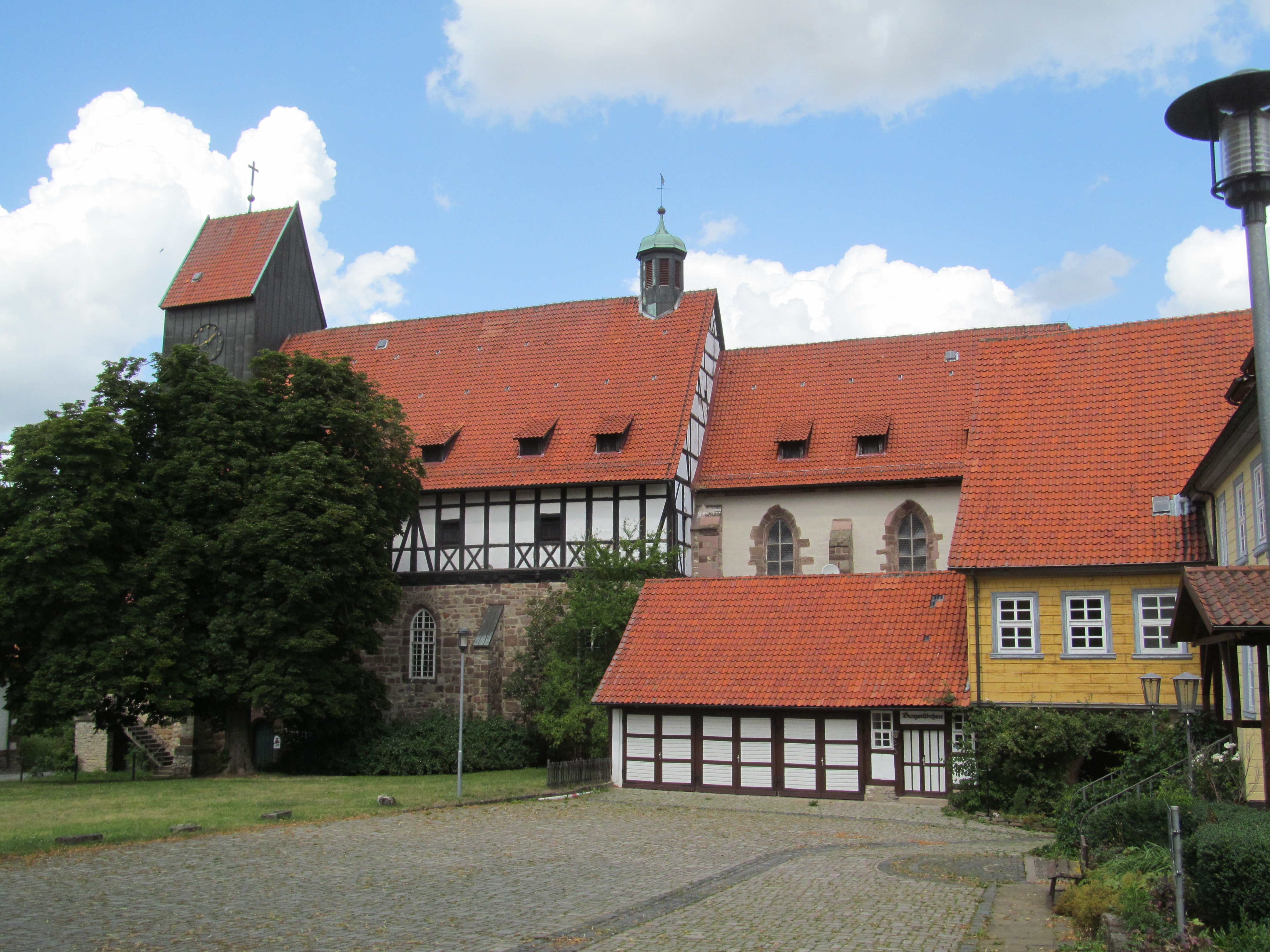
St. Johannes

Die evangelisch-lutherische denkmalgeschützte Kirche St. Johannes steht auf dem Areal der Burg Katlenburg in Katlenburg, einem Ortsteil der Gemeinde Katlenburg-Lindau im Landkreis Northeim in Niedersachsen. Die Kirchengemeinde gehört zum Kirchenkreises Leine-Solling der Evangelisch-lutherischen Landeskirche Hannovers.

## Geschichte
Die ehemalige Klosterkirche eines zunächst um 1105 als Kollegiatstift gegründeten Konvents, der 1139 in ein Augustinerchorfrauenstift umgewandelt wurde, wurde laut Inschrift über dem Portal im Norden durch die Herzöge Christian Ludwig und Georg Wilhelm des Herzogtums Braunschweig-Lüneburg unter Einbeziehung älterer gotischer Bauteile 1647–1650 erbaut, nachdem der Vorgängerbau 1626 zerstört wurde.

## Beschreibung
Die aus Bruchsteinen errichtete Saalkirche hat Strebepfeiler, ein Obergeschoss aus Fachwerk und einen gotischen langgestreckten Chor, der nach dem Brand 1346 beibehalten wurde. Das Kreuzrippengewölbe ist nicht mehr im Chor, sondern nur noch in der Apsis erhalten geblieben. Der Innenraum wird von einem hölzernen Tonnengewölbe überspannt. Eine Empore ist nur an der Süd- und Westseite des Kirchenschiffs. Der Abschluss im Westen wurde vielfach geändert, der Giebelturm im oberen Teil erneuert. Unter dem Chor befindet sich eine zweischiffige, von Norden aus zugängliche Krypta, die gegen Ende des 12. Jahrhunderts gebaut wurde, ihr auf Pfeilern stehendes Kreuzgratgewölbe ist jünger. Der frühbarocke, zweistöckige, mit Knorpelwerk versehene Kanzelaltar wurde 1654 von Andreas Gröber gebaut. Seitlich stehen die Statuen der Apostel Petrus und Paulus sowie als Bekrönung der auferstandene Christus. In der Predella befindet sich ein Relief mit dem Abendmahl. Die ehemalige separate Kanzel wurde ursprünglich für das Goslarer Domstift gearbeitet.